# Jonas Sjöström (konstnär)
Jonas Sjöström (Siöström), född 1748, död 27 februari 1813 i Stockholm, var en svensk bildhuggare.
Han var gift med Johanna Rebecka Sahlström. Sjöström var verksam som bildhuggare i Stockholmstrakten och utförde bland annat de dekorativa ornamenten till orgelfasaden i Rimbo kyrka i Uppland. 